# Вітольдово (Бидґозький повіт)
Вітольдово (пол. Witoldowo, нім. Wittelsdorf) — село в Польщі, у гміні Короново Бидґозького повіту Куявсько-Поморського воєводства.
Населення — 401 особа (2011).
У 1975-1998 роках село належало до Бидгощського воєводства.

## Демографія
Демографічна структура станом на 31 березня 2011 року:
|          | Загалом | Допрацездатний вік | Працездатний вік | Постпрацездатний вік |
| -------- | ------- | ------------------ | ---------------- | -------------------- |
| Чоловіки | 201     | 41                 | 151              | 9                    |
| Жінки    | 200     | 49                 | 121              | 30                   |
| Разом    | 401     | 90                 | 272              | 39                   |